# Kościół św. Bonifacego w Zgorzelcu
Kościół świętego Bonifacego – rzymskokatolicki kościół parafialny należący do dekanatu Zgorzelec diecezji legnickiej.

## Historia
Budowla powstała według projektu inżyniera B. Sandera. Kamień węgielny pod budowę świątyni został wmurowany w dniu 26 maja 1929 roku, a w dniu 11 maja 1930 roku budowla została konsekrowana przez księdza kardynała Adolfa Bertrama z Wrocławia i oddana przez niego pod szczególną opiekę św. Bonifacego – głównego Patrona Niemiec. Świątynia należała do parafii św. Krzyża w Görlitz i pełniła funkcję Kościoła garnizonowego. Od dnia 1 grudnia 1940 roku kościół należał tylko do archidiecezji wrocławskiej. 
Po zakończeniu II wojny świątyni w latach 1962–1968 wnętrze świątyni zostało przebudowane: zostały ustawione figury: św. Wojciecha i  św. Stanisława – Patronów Polski), wnętrze zostało wymalowane i ufundowane zostały nowe dzwony. Obecny wystrój budowli powstał w latach 2000–2002 i jest związany z prezbiterium przystosowanym dla potrzeb odnowionej liturgii soborowej. Od 1973 roku świątynia jest kościołem dekanalnym, a w latach 1990–1999 pełniła funkcję kościoła garnizonowego.

## Powołania z parafii
- ks. Marek Adaszek